# Lester Bowles Pearson
Lester Bowles Pearson OM (Newtonbrook, ma: Toronto része, 1897. április 23. – Ottawa, 1972. december 27.) kanadai történész, diplomata, politikus. 1948 és 1957 között Kanada külügyminisztere, 1963 és 1968 között miniszterelnöke. Ezenkívül 1952-ben az Egyesült Nemzetek Szervezete (ENSZ) Közgyűlése elnöke. 1957-ben a szuezi válság feloldásában vállalt szerepéért (t. k. részt vett az ENSZ-békefenntartók – az ún. „kéksisakosok” – létrejöttében) Nobel-békedíjban részesült.
Miniszterelnöksége idején vezették be az általános egészségbiztosítási rendszert, a nyugdíj-biztosítási rendszert, a felsőoktatási ösztöndíjrendszert (Canada Student Loans), a juharleveles kanadai zászlót és megalapították a Kanada Rendet. 1967-ben gyakorlatilag kivezette a halálbüntetést a kanadai büntetőjogi rendszerből, néhány kivételesen súlyos eset kivételével. Ugyanebben az évben átalakították a bevándorlási szabályokat, bevezetve az azóta is alkalmazott pontozásos rendszert.

## Fiatalkora
Ír származású családban, Annie Sarah Bowles és a metodista lelkész Edwin Arthur Pearson gyermekeként született az azóta Torontóhoz tartozó Newtonbrookban. Tizenhat évesen, 1913-ban fejezte be középiskolai tanulmányait egy hamiltoni középiskolában, ezt követően felvették a Torontói Egyetemhez tartozó Victoria College-ba, ahol történelmet tanult. Egyetemi évei alatt testvérével (Duke) együtt az egyik neves kollégiumban (Gate House) lakott. Tanulmányain kívül ebben az időszakban elsősorban sportbeli tevékenységével tűnt ki: kezdetben tagja volt az egyetem rögbi- és kosárlabdacsapatának, de fiatalkorában a baseball és a lacrosse is kedvelt sportjai közé tartozott.
Az első világháború kitörésekor önkéntesnek jelentkezett az egyetem kórházi részlegéhez, ahol szanitécként kezdett el dolgozni. 1915-ben Európába irányították a kanadai hadsereg egészségügyi hadtestéhez, ahol kezdetben hordágyvivő volt. Rendfokozata szerint előbb közlegényként, majd hadnagyként szolgált. Szolgálata során hosszabb időt töltött Egyiptomban és Görögországban, illetve segítette a szerb hadsereg egészségügyi hadtestét. 1917-ben átirányították a kanadai légierőhöz (akkor még nem különálló egysége a hadseregnek). Ebben az időszakban két balesete volt, sérülései miatt hazaküldték. 1918-ban elütötte egy londoni busz, emiatt hadirokkanttá nyilvánították és leszerelt. A háborús időszakban kapta egy pilótától a Mike becenevet, mert a Lester nem volt elég kemény egy pilótához. A becenév további életében rajta maradt, a családja és a barátai így szólították.
A háború után visszatért a Torontói Egyetemre, ahol 1919-ben szerezte meg BA diplomáját történelemből. Ezt követően rövid ideig a húsiparban dolgozott. A Massey Alapítványtól kapott ösztöndíjnak köszönhetően megkezdhette tanulmányait az Oxfordi Egyetemen a St. John's College-ban. Itt 1923-ban megszerezte a BA-t, 1925-ben pedig az MA-t modern történelemből. Oxfordi tanulmányai után visszatért a Torontói Egyetemre, ahol történelmet tanított. Emellett a Varsity Blues kanadai-futball és jégkorongcsapatát edzette. 1923-ban az oxfordi jégkorongcsapattal megnyerte a Spengler-kupát. 1925-ben nősült, házasságából egy leány- és egy fiúgyermek született.

## Diplomáciai pályafutása
1927-ben a legmagasabb pontszámot elérve vették fel a kanadai külügyi szolgálatba, a minisztériumban kapott állást. Tanácsadóként részt vett az 1930-as londoni flottakonferencián és az 1932-es genfi leszerelési konferencián. Emellett a Népszövetség melletti megbeszéléseken is részt vett. Első külszolgálati pozíciója Londonban volt, amikor Richard Redford Bennett miniszterelnök 1935-ben kinevezte a londoni nagykövet mellé első titkárnak. Ebben az időszakban javasolta a kanadai kormányzatnak, hogy Olaszországot gazdasági szankciókkal sújtsa Etiópia inváziója miatt. Ezt a kormányzat elutasította. Az 1938-as müncheni egyezményt „tisztesség nélküli békének” nevezte és egy háború kitörésére figyelmeztetett. A második világháború kitörésekor Nagy-Britanniában maradt és a kanadai-brit kapcsolatok erősítésén dolgozott.
1941-ben tért vissza Kanadába, ahol helyettes államtitkárként dolgozott a Külügyminisztériumban. 1942 júniusában kinevezték a washingtoni nagykövetségre követségi tanácsosnak, ezzel a követség második embere lett. 1945-ben washingtoni nagykövetté nevezték ki. Ugyanebben az évben részt vett az Egyesült Nemzetek Szervezete San Franciscó-i alakuló ülésén. Javasolták az új szervezet első főtitkárának is, de a Szovjetunió vétója miatt ez meghiúsult. 1946-ban külügyminiszter-helyettessé nevezték ki, ebben a minőségében rész vett a NATO létrehozásában is.

## Politikai pályafutása

### Külügyminiszterként
William Lyon Mackenzie King miniszterelnök 1948 szeptemberében kinevezte Pearsont az ország külügyminiszterévé, azonban a kormánytagsághoz szükséges volt parlamenti mandátumra is, így elindították az Algoma East nevű választókerület (Algoma körzet és Manitoulin szigete) akkori időközi választásán, amit a Liberális Párt jelöltjeként meg is nyert. 1948 novemberében King utódja, Louis St. Laurent megerősítette külügyminiszteri tisztségében. Pearson elsősorban a nemzetközi kapcsolatok erősítését tűzte ki céljául, így elsősorban az ENSZ, a NATO és a Brit Nemzetközösség különböző üléseinek volt gyakori résztvevője, többek között az ENSZ Közgyűlésének elnökeként is tevékenykedett a 7. periódusban (1952). Ebben az időszak a koreai háború állt a szervezet középpontjában. Az 1956-os szuezi válság, amelyben Nagy-Britannia, Franciaország és Izrael megtámadta Egyiptomot a Szuezi-csatorna államosítása miatt, Pearson javasolta először nyilvánosan felfegyverzett ENSZ-békefenntartók kiküldését (United Nations Emergency Force, UNEF I). Ebben a misszióban kanadai katonák tartoztak az elsők közé, akiket Egyiptomba küldtek. A válságban részes országokat Pearson egy ötnapos intenzív, repülővel megtett tárgyalássorozat keretében sikerült tervéről meggyőznie. A válság megoldása kapcsán tett erőfeszítései miatt 1957-ben Nobel-békedíjban részesült.

### Ellenzéki vezetőként
1957 júniusában a Liberális Párt, bár több szavazatot kapott, de kevesebb mandátumot szerzett az alsóházi választáson, így ellenzékbe került. Ennek következtében St. Laurent lemondott a pártelnökségről és Pearsont választották meg 1958 januárjában utódjának. Ezzel az ellenzék vezetője lett. Kezdeti időszakához egy jelentős taktikai hiba kapcsolódik: felszólította a John Diefenbaker vezette konzervatív kisebbségi kormányt, hogy adja át a hatalmat a liberálisoknak, mert a gazdaság recesszióban van. Diefenbaker erre előrehozott választásokat íratott ki, amire a liberálisok egyáltalán nem voltak felkészülve. Az 1958 márciusában tartott választáson a liberálisok történelmi vereséget szenvedtek (mandátumaik több mint felét elvesztették) és a konzervatívok Kanada történetének legnagyobb többségével tudtak továbbkormányozni. Az eredmények ellenére Pearson nem mondott le és a párt is megerősítette pozíciójában. Négy évvel később, az 1962-es választáson sikerült szinte az összes elvesztett mandátumot visszaszerezni, bár még így is kevesebb mandátuma volt, mint a konzervatívoknak. A kormány végül 1963-ban összeomlott, miután nem sikerült kormányon belül megegyezni Bomarc-atomrakéták kanadai állomásoztatásáról. Ennek következményeként bizalmatlansági indítványt nyújtottak be a kormány ellen, amelyet elveszített, így új alsóházi választást írtak ki 1963 áprilisára. A választási kampányt a „döntés 60 napjaként” nevezte és a Bomarc-program támogatásával kampányolt.  A választást a Pearson vezette Liberális Párt nyerte meg.

### Kanada miniszterelnökeként
1963. április 22-én tette le miniszterelnöki hivatali esküjét. Szükséges parlamenti többség híján kisebbségi kormányzásra kényszerült, de a Tommy Douglas vezette Új Demokraták (New Democrats) sok esetben támogatta Pearson programját, más esetekben pedig egyes kisebb baloldali pártokkal egyezett meg. Így tudott több jelentős, évtizedekig ható programot a törvényhozásban elfogadtatni, így miniszterelnöki időszakában vezették be az általános egészségbiztosítási rendszert (Medicare), az új nyugdíj-biztosítási rendszert (Canada Pensions Plan), az új felsőoktatási ösztöndíjrendszert (Canada Student Loans), valamint a negyvenórás munkahetet Kanadában. Ezen szociális intézkedések egyes elemei más országoknak is modellként szolgáltak. Szintén kormányzása kezdeti időszakához köthető egyes jelentősebb adóváltozások és az autóipar liberalizációja is.
Kormányzata javaslatot tett egy új kanadai nemzeti zászló kialakítására. Ezt a Diefenbaker vezette ellenzék hevesen kritizálta, népszavazás kiírását szorgalmazta. Erre Pearson tizenöt fős parlamenti bizottságot hozott létre az összes párt részvételével, amely három tervezetből választott. Az azóta használt juharleveles zászlót a kanadai alsóház 1964. december 15-én fogadta el, két napra rá a szenátus is. Az államfői jogokat gyakorló II. Erzsébet brit királynő 1965. január 28-án kihirdette a döntést. Első hivatalos felvonása az ottawai parlament épülete előtt 1965. február 15-én történt.
Külpolitikai szinten állandó nyomás alatt volt az Amerikai Egyesült Államoktól, mivel számítottak kanadai katonákra a vietnámi háborúban, azonban Pearson a tárgyalásos megoldás híve volt, ami Lyndon B. Johnson amerikai elnök számára elfogadhatatlan volt. Kanada nem küldött harcoló egységeket Vietnámba, emellett számos bevonulás elől menekülő amerikai vándorolt ki az országba. Emellett Pearson volt az első kanadai kormányfő, aki hivatali látogatást tett Franciaországban. Miután közvélemény-kutatások szerint kifejezetten jól szerepelt a Liberális Párt, egy jobb eredmény érdekében sikerült feloszlatni az alsóházat, azonban a heves kampány után szinte változatlan viszonyok között kellett tovább kormányozni. Így Pearsonnak, bár kevés mandátum hiányzott a többséghez, támaszkodnia kellett egyes ellenzéki pártokra.
A korban jellemző quebeci szeparatista tendenciákat ellensúlyozandó számos onnan származó politikus hívott be kormányába (köztük Trudeau-t, Jean Chrétient és John Turnert). Ezenkívül összehívta a Kétnyelvűségi és Bikulturalizmus Bizottságot (Royal Commission on Bilingualism and Biculturalism), amely feladatául kapta, hogy a francia anyanyelvű kanadaiak jobban be tudjanak integrálódni a kanadai gazdasági, kulturális és politikai életbe, illetve csökkentse az őket érő hátrányokat. A bizottság javaslatára fogadta el a kanadai parlament 1969-ben a hivatalos nyelvről szóló törvényt, amely mind az angol, mind a francia nyelvet szövetségi szinten hivatalos nyelvként ismeri el. Ennek egyik hagyománnyá vált következménye, hogy minden kanadai miniszterelnöknek mindkét nyelvet tudnia és ismernie kell, így Pearson volt az utolsó egynyelvű kanadai kormányfő.
További jelentős rendszerszintű átalakítása a bevándorlást érintette. Ez volt az első olyan bevándorlási törvénycsomag, amely nem tartalmazott bizonyos csoportokat (pl. a kínaiak) hátrányosan érintő rendelkezéseket. Helyette egy soktényezős pontozásos rendszert vezetett be, amely az egész világból lehetővé tette a bevándorlást Kanadába. Szintén 1967-ben vezették be a Kanada Rendet (Order of Canada), amely az ország legmagasabb civil kitüntetése lett. Egyik utolsó átalakítása a hadsereg szervezetével volt kapcsolatban, amely 1968. február 1-jén zárult le. Ebben szervezetileg egyesítették a légierőt, a haditengerészetet és a szárazföldi csapatokat.

### Visszavonulása után
1967. december 14-én Pearson bejelentette, hogy át kívánja adni helyét másnak. Az 1968 áprilisában megtartott pártkongresszuson az ötödik kör után kisebb meglepetésre Pierre Trudeau-t választották meg a Liberális Párt elnökévé. Pár napra rá a miniszterelnöki tisztségét is átadta Trudeau-nak. A következő választáson nem indult. Kormányzatának érdekessége, hogy úgy tudott mindössze öt év alatt jelentős szociális, gazdasági és közjogi változásokat eszközölni, hogy pártjának soha nem volt többsége a kanadai alsóházban.
Visszavonulását követően megbízták a Világbank nemzetközi fejlődési bizottságának vezetésével. A bizottság a jelentését (Pearson-jelentés) 1969-ben tette közzé, amelyben az elmúlt húsz év fejlődéspolitika eredményét összegezte (pl. a nemzetközi segélyezés terén). 1970-ben pedig a bizottság közzétette a javaslatait a következő évtizedre. Ebben először merült fel kritika a fejlődéspolitikát addig uraló modernizációs elmélettel szemben. Fő elemként az szerepelt, hogy a gazdasági növekedés nem vezet automatikusan az adott ország általános fejlődéséhez.
Emellett 1969-ben az ottawai Carleton Egyetem kancellárja lett. Pearson magas korban is sportolt, aktívan golfozott és teniszezett. Életének utolsó éveiben májtumort diagnosztizáltak nála, ennek következtében hunyt el 75 éves korában. Egyik gyermeke, Geoffrey Pearson, követte apját és diplomáciai szolgálatba állt, 1980 és 1983 között Kanada moszkvai nagykövete volt.

## Emlékezete
Már életében is kimagasló szinten díjazták, így a Nobel-díjon kívül összesen 48 egyetem avatta díszdoktorrá (pl. a Princetoni Egyetem, az Oxfordi Egyetem vagy a Harvard Egyetem). Emellett a Brit Birodalom Rendje (OBE) is kitüntették.
Halála után a Kanadai ENSZ Szövetség díjat nevezett el róla (Pearson-békeérem), amit 1979-től adnak át. A kanadai külügyminisztérium 1973-ban befejezett épületének és 1984-től a torontói nemzetközi repülőtér névadója. A nevét viseli az 1994-ben alapított független Pearson Békefenntartó Központ is. Ezenkívül Kanadában számos iskola és utca őrzi emlékét.
1971 és 2010 között az amerikai profi jégkorongliga (NHL) játékosszervezete (National Hockey League Players' Association, NHLPA) által a legjobb játékosnak ítélt díj Pearson nevét viselte (Lester B. Pearson-díj, azóta Ted Lindsay emlékét őrzi). 1983-ban felvették a kanadai baseball, 1987-ben a Torontói Egyetem Sporthírességek Csarnokába.
Életéről John English történész írt kétkötetes monográfiát (Shadow of Heaven, The Worldly Years). Közismert volt különböző csokornyakkendőiről, ezek közül is elsősorban a kék alapon fehér pöttyös változatáról.

## Könyvei
- Canada: Nation on the March. Clarke & Irwin, Toronto, 1953
- Diplomacy in the Nuclear Age. Harvard University Press, Boston, 1959
- The Four Faces of Peace and the International Outlook. McClelland and Stewart, Toronto, 1964
- Peace in the Family of Man. Oxford University Press, London, 1969. ISBN 0-563-08449-9
- Words and Occasions: An Anthology of Speeches and Articles. University of Toronto Press, Toronto, 1970 ISBN 0-674-95611-7
- The Crisis of Development. University of Toronto Press, Toronto, 1970
- The Memoirs of the Right Honourable Lester B. Pearson. University of Toronto Press, Toronto, 1972 ISBN 0-575-01709-0